# Povo Tunica
O povo Tunica é um grupo de tribos nativo-americanas relacionadas linguística e culturalmente, situado no Vale do Rio Mississippi, que inclui os Tunica (também chamados de Tonica, Tonnica e Thonnica); os Yazoo; os Koroa (Akoroa, Courouais); e possivelmente os Tioux. Eles encontraram os europeus pela primeira vez em 1541 - membros da expedição de Hernando de Soto.
A língua Tunica é uma língua isolada.
Nos séculos seguintes, sob pressão de vizinhos hostis, os Tunica migraram para o sul do Vale Central do Mississippi para o Vale do Baixo Mississippi. Por fim, eles se mudaram para o oeste e se estabeleceram nos arredores da atual Marksville, Louisiana.
Desde o início do século XIX, eles se integraram com a tribo Biloxi, um povo de língua Sioux das proximidades de Biloxi, Mississippi, e compartilharam terras. Povos remanescentes de outras pequenas tribos também se fundiram com eles. Em 1981, eles foram reconhecidos pelo governo federal e agora se autodenominam Tribo Indígena Tunica-Biloxi; eles têm uma reserva na Paróquia de Avoyelles, Louisiana.

## Pré-história

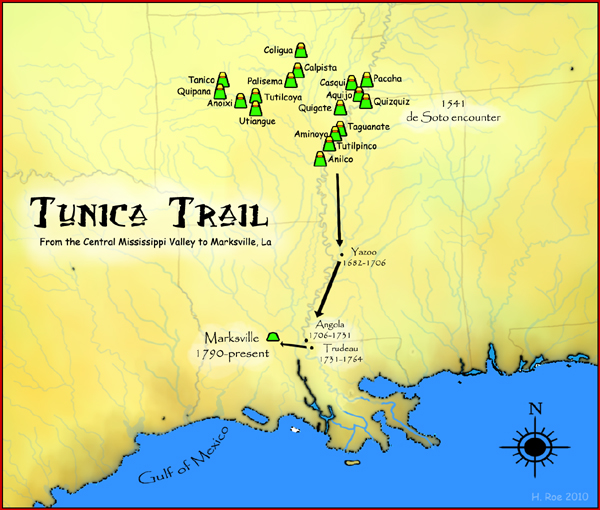
Trilha de Tunica, do centro do Vale do Mississippi até Marksville, Louisiana.

No período do Mississippi Médio, os povos locais no Vale Central do Mississippi adotaram um estilo de vida totalmente ligado à cultura mississipiana, com agricultura intensiva de milho, estruturas políticas hierárquicas, cerâmica temperada com conchas de mexilhão e participação no Complexo Cerimonial do Sudeste. Nessa época, os padrões de assentamento eram uma mistura de assentamentos dispersos, fazendas e aldeias. Nos séculos seguintes, os padrões de assentamento mudaram para um padrão de cidades mais centralizadas, com paliçadas e valas de defesa, indicando que um estado de guerra endêmica havia se desenvolvido entre as políticas locais concorrentes. A cultura material, como estilos de cerâmica e práticas mortuárias, começou a divergir nesse ponto.
As evidências arqueológicas sugerem que o vale do Mississippi era o lar de vários chefes supremos concorrentes, com estados vassalos de apoio, todos pertencentes à mesma cultura geral. Os grupos da área são definidos pelos arqueólogos como fases arqueológicas, com base na diferenciação dessas culturas materiais. Eles incluem as fases Menard, Tipton, Belle Meade-Walls, Parkin e Nodena. Nas imediações da futura cidade de Memphis, Tennessee, duas fases parecem ter sido chefias supremas: Parkin e Nodena. As outras fases eram possíveis estados vassalos ou aliados em sua competição pela supremacia local.
A fase Parkin está centrada no Sítio Parkin, uma aldeia paliçada de 17 acres na confluência dos rios St. Francis e Tyronza. A grande aldeia provavelmente estava localizada na confluência dos dois rios porque o local permitia que os residentes controlassem o transporte e o comércio nos cursos d'água.
Acredita-se que a fase Nodena tenha sido centrada no Sítio Bradley e em seu conjunto de cidades e vilarejos próximos. O nome vem do Sítio Nodena, localizado a leste de Wilson, Arkansas, no Condado de Mississippi, em um meandro do Rio Mississippi. Os estudiosos acreditam que, devido à cerâmica e às semelhanças mortuárias, os povos das fases Belle Mead e Walls eram aliados ou vassalos da política de Nodena. A política de Parkin, definida por diferentes práticas mortuárias e cerâmica, era concorrente.

## Período proto-histórico

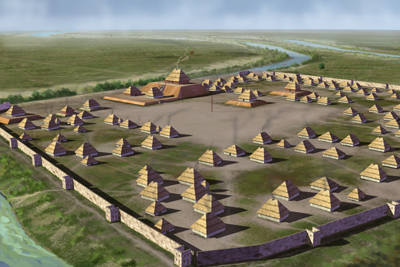
Sítio Parkin, por volta de 1539. Ilustração de Herb Roe.

### Contato com os espanhóis
Um dia, chegamos a uma cidade chamada Quizquiz, para a surpresa dos habitantes, que não nos notaram, pois os homens estavam trabalhando nos campos de milho. Levamos mais de trezentas mulheres e as poucas peles e xales que tinham em suas casas. 

Luys Hernandez de Biedma descrevendo a cidade de Quizquiz em 1544
Na primavera de 1541, Hernando de Soto e seu exército se aproximaram da margem leste do Rio Mississippi, chegando à província de Quizquiz (pronuncia-se "keys-keys"). Esse povo falava um dialeto da língua Tunica. Naquela época, esses grupos relacionados ocupavam uma grande região que se estendia ao longo de ambos os lados do Rio Mississippi, nos atuais Mississippi e Arkansas:
Em um dos lados da cidade ficava a residência do Curaca (chefe). Ela estava situada em um monte alto que agora servia como fortaleza. Somente por meio de duas escadas era possível subir a essa casa...... O senhor da província, que, como sua terra, se chamava Quizquiz, já estava velho e doente na cama; mas, ao ouvir o barulho e a confusão em sua aldeia, ele se levantou e saiu de seu quarto. Então, ao ver os saques de seus vassalos, ele pegou um machado de guerra e começou a descer as escadas com a maior fúria, enquanto jurava ferozmente em voz alta que iria matar qualquer um que entrasse em suas terras sem permissão...... Mas a lembrança de feitos valentes e triunfos de sua juventude belicosa e o fato de que ele dominava uma província tão grande e boa como a sua lhe deram forças para proferir essas ameaças ferozes e outras ainda mais ferozes. 

Inca Garcilaso de la Vega descrevendo a cidade de Quizquiz em 1605
Ao cruzar o rio, a expedição chegou à província de Aquixo e, de lá, à província de Casqui. Essa província tinha uma rixa antiga com a província de Pacaha, descrita por seus participantes como tendo durado gerações. Os espanhóis ficaram impressionados com os povos dessa região, suas muitas cidades, a agricultura abundante e a boa qualidade do povo. Os assentamentos dessa área são descritos assim pelos espanhóis admirados:
Essa cidade era muito boa, muito bem cercada; as muralhas tinham torres e um fosso ao redor, em sua maior parte cheio de água que fluía do rio por um canal; e esse fosso estava cheio de excelentes peixes de vários tipos. O chefe de Casqui veio até os cristãos quando eles estavam entrando na aldeia, e eles o receberam com bravura. Em Aquixo, Casqui e Pacaha, eles viram as melhores aldeias vistas até aquele momento, mais bem protegidas e fortificadas, e o povo era de melhor qualidade, exceto os de Cofitachequi. 

Rodrigo Ranjel descrevendo a província de Casqui 1547–49

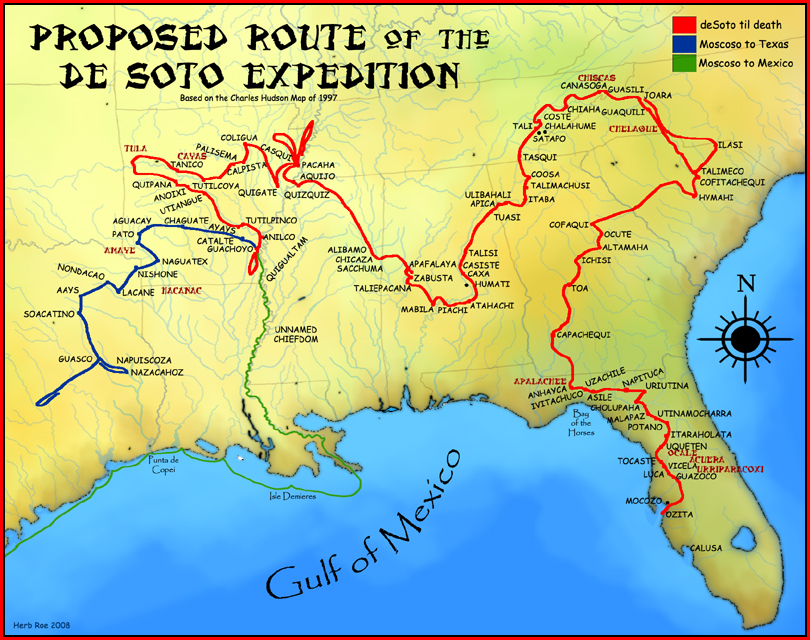
Rota proposta para a Expedição de Soto, com base no mapa de Charles M. Hudson de 1997.

Posteriormente, a expedição visitou a província de Quigate, a província de Coligua e Palisema. O chefe de Palisema enviou a expedição para a terra dos Cayas, onde encontraram a cidade de Tanico. A descrição linguística realizada na década de 1930 por John Swanton e na década de 1980 por Robert L. Rankin aponta para a tribo Koroa como provável representante de Coligua.
Os arqueólogos acreditam que o local da província de Coligua pode ser a fase Greenbriar no Rio Branco, na borda da região Ozark Highlands. Os europeus também chamaram o assentamento de Tanico, outro nome posteriormente aplicado aos Tunica, o que também garante sua identificação como um grupo Tunica. Os Tanico eram fabricantes e comerciantes de sal, obtendo o sal das areias de um riacho que desaguava no rio Cayas (posteriormente identificado como o Rio Arkansas). As pessoas pegavam a areia em cestas e passavam água por ela, formando uma salmoura. A salmoura era coada e deixada para secar em tigelas rasas, onde o sal seco era posteriormente raspado.
Os estudiosos avaliaram as três narrativas de Hernando de Soto em termos de topografia, linguística e traços culturais, combinados com os resultados de escavações e análises arqueológicas. A maioria dos arqueólogos e etnohistoriadores acredita que os seguintes sítios podem ser identificados como equivalentes: eles são emparelhados por fase arqueológica e referências de Soto: fase Menard = Anilco, fase Walls = Quizquiz, fase Belle Meade = Aquixo, fase Parkin = Casqui e fase Nodena = Pacaha.
A descrição da guerra contínua entre os Casqui e os Pacaha corresponde às interpretações do registro arqueológico, assim como as distâncias e a topografia mencionadas nas narrativas. As palavras registradas pelas narrativas em Pacaha, como mochila, macanoche e caloosa, correspondem às características linguísticas Tunica avaliadas por Mary Haas na década de 1940. Atualmente, teoriza-se que os povos do Vale Central do Mississippi, de Pacaha, ao norte, até as províncias de Anilco e Utiangüe, ao sul, no rio Arkansas, eram todos Tunica.

### Contato com os franceses
Passaram-se mais 150 anos até que outro grupo europeu encontrasse os Tunica. Em 1699, quando foram encontrados pela expedição de LaSource (que descia o rio vindo do Canadá), os Tunica eram uma tribo de tamanho modesto, com apenas algumas centenas de guerreiros e cerca de 900 pessoas no total. Embora os espanhóis estivessem em seu território há pouco tempo, seu encontro teve efeitos devastadores. A introdução acidental de doenças infecciosas da Eurásia, como a varíola, devastou as populações nativas, que não tinham imunidade adquirida. Além disso, a expedição havia jogado com as rivalidades políticas locais, causando mais conflitos.
Na época em que os franceses chegaram, o Vale Central do Mississippi estava escassamente ocupado pelos Quapaw, um povo de língua Dhegiha Sioux, hostil aos Tunica. No intervalo de um século e meio desde a Expedição de Soto, os Tunica e os Koroa haviam se mudado mais para o sul, para a foz do Rio Yazoo, no centro-oeste do Mississippi.

## Período histórico

### Foz do Rio Yazoo 1682-1706
Chegamos aos Tunica cerca de sessenta léguas abaixo do Arkansas (Quapaw). A primeira aldeia fica a quatro léguas do Mississippi, no interior, na margem de um rio muito bonito; eles estão dispersos em pequenas aldeias; cobrem, ao todo, quatro léguas de terra; são cerca de 260 cabanas.... São pessoas muito pacíficas, bem dispostas, muito apegadas aos franceses, vivendo inteiramente de milho indígena, trabalhando apenas em seus campos; não caçam como os outros povos indígenas. 

La Source descrevendo o Povo Tunica em 1699
Os franceses estabeleceram uma missão entre os Tunica por volta de 1700, no Rio Yazoo, próximo ao Rio Mississippi, no atual estado do Mississippi. Evidências arqueológicas sugerem que os Tunica haviam migrado recentemente para a região, vindos do leste do Arkansas, no final do século XVII. O padre Antoine Davion foi designado como missionário para os Tunica, bem como para as tribos menores como os Koroa, os Yazoo e os Couspe (ou Houspe). Diferentemente das tribos do norte com as quais os franceses estavam familiarizados, os Tunica (e os vizinhos Taensa e Natchez) tinham uma religião complexa. Eles construíram templos, criaram ídolos e tinham uma classe de sacerdotes. Os Tunica, Taensa e Natchez mantiveram características de chefatura, como uma religião complexa e, no caso dos Natchez, o uso e a manutenção de montes de plataforma, depois que eles desapareceram em outros lugares.
Várias características ligavam os Tunica aos grupos encontrados por Hernando de Soto: sua ênfase na agricultura, o cultivo feito por homens e não por mulheres (como Hernando de Soto observou ao descrever Quizquiz), o comércio; a fabricação e distribuição de sal, um item valioso tanto para os nativos quanto para os europeus. O comércio de sal era uma profissão antiga entre os Tunica, como evidenciado pelo fato de Hernando de Soto ter observado a produção de sal ao visitar a aldeia de Tanico. O sal era extremamente importante no comércio entre os franceses e os vários grupos Caddoan no noroeste da Louisiana e no sudoeste do Arkansas. Os estudiosos acreditam que os Tunica eram intermediários no transporte de sal das áreas Caddoan para os franceses.

### Angola 1706-1731
No início do século XVIII, os Chickasaw invadiram as tribos indígenas ao longo do baixo Rio Mississippi para capturar pessoas para o comércio de escravos indígenas na Carolina do Sul. Estima-se que eles levaram de 1.000 a 2.000 prisioneiros das tribos Tunica, Taensa e Quapaw durante esse período.
Em 1706, os Tunica decidiram se mudar novamente. Com seus inimigos Natchez logo ao sul, eles decidiram ir mais longe, atravessando o Mississippi e indo para o sul até sua confluência com o Rio Vermelho do Sul, a próxima grande junção de rios. Essa localização permitiu que eles mantivessem o controle do comércio de sal, já que o Rio Vermelho também se conectava à sua fonte de sal nas áreas Caddoan. Eles estabeleceram um conjunto informal de aldeias e vilarejos em seu novo lar, na atual Angola, Louisiana.
No início do século XX, Angola foi desenvolvida como o local da Penitenciária Estadual de Louisiana. Em 1967, um agente penitenciário da Penitenciária Estadual da Louisiana descobriu as ruínas de um pequeno vilarejo nesse local. O sítio arqueológico é agora conhecido como Bloodhound Site.
Durante as décadas de 1710 e 1720, houve quatro guerras entre os franceses e os Natchez. Os franceses chamaram essas guerras de Primeira Guerra Natchez (1716), Segunda Guerra Natchez (1722), Terceira Guerra Natchez (1723) e Rebelião Natchez de 1729. A última foi a guerra mais generalizada; os Natchez atacaram e mataram muitos dos franceses no território Natchez; em retaliação, os franceses ganharam os Choctaw como aliados, acabando por derrotar o povo Natchez. Dos que sobreviveram, milhares foram vendidos como escravos e enviados para o Caribe, onde os franceses tinham plantações em Saint-Domingue e Guadalupe.
Em novembro de 1729, o comandante francês Sieur de Chépart ordenou que os Natchez desocupassem uma de suas aldeias para que ele pudesse usar suas terras para uma nova plantação de tabaco. Os chefes da aldeia enviaram emissários a possíveis aliados, incluindo os Yazoo, Koroa, Illinois, Chickasaw e Choctaw. Eles também enviaram mensagens aos escravos africanos de plantações francesas próximas, convidando-os a se juntarem aos Natchez e se levantarem contra os franceses. Em novembro de 1729, os Natchez atacaram. Antes do fim do dia, eles destruíram toda a colônia francesa em Natchez, inclusive o Forte Rosalie. Mais de 200 colonos, a maioria homens franceses, foram mortos, e mais de 300 mulheres, crianças e escravos foram levados em cativeiro. A guerra continuou até janeiro de 1731, quando os franceses capturaram um forte Natchez no lado oeste do Rio Mississippi. Entre 75 e 250 guerreiros Natchez escaparam e encontraram refúgio entre os Chickasaw. O jovem Great Sun e cerca de 100 de seus seguidores foram capturados, posteriormente escravizados e enviados para trabalhar nas plantações francesas no Caribe. A Rebelião Natchez se transformou em um conflito regional maior, com muitas repercussões. Os povos indígenas Yazoo e Koroa haviam se aliado aos Natchez e sofreram com as consequências. Os Tunica inicialmente relutaram em lutar em qualquer um dos lados. Em junho de 1730, o chefe dos Tunica, Cahura-Joligo, concordou em permitir que um pequeno grupo de refugiados Natchez se estabelecesse perto de sua aldeia, com a condição de que o fizessem desarmados. Ele recebeu trinta guerreiros Natchez em sua aldeia, depois de desarmá-los.
Alguns dias depois, o último chefe dos Natchez chegou à aldeia dos Tunica com cem homens e um número desconhecido de mulheres e crianças. Eles também esconderam alguns Chickasaw e Koroa no canavial ao redor da aldeia. Cahura-Joligo informou-lhes que não poderia recebê-los a menos que entregassem suas armas. Eles responderam que essa era a intenção, mas perguntaram se poderiam manter as armas por mais algum tempo para que suas mulheres não tivessem a impressão de que seus homens desarmados eram prisioneiros. Ele concordou com o pedido e começou a distribuir comida para seus novos convidados. Uma dança comemorativa foi realizada até depois da meia-noite, quando os Tunica se retiraram para suas cabanas, pensando que os Natchez fariam o mesmo. Os Natchez, Chicasaw e Koroa atacaram seus anfitriões em suas cabanas e mataram todos os que conseguiram surpreender enquanto dormiam. Cahura-Joligo matou quatro Natchez durante a luta, mas acabou sendo morto junto com doze de seus guerreiros. Seu chefe de guerra, Brides les Boeufs (domador de búfalos), com uma dúzia de seus guerreiros, repeliu o ataque e retomou a cabana do chefe. Ele reuniu os guerreiros restantes e, depois de lutar por cinco dias e noites sem interrupção, recuperou o controle da aldeia. Vinte Tunica foram mortos e mais vinte ficaram feridos durante a luta. Eles mataram 33 guerreiros Natchez e fizeram três prisioneiros. Mais tarde, eles os queimaram em um ritual de punição pelo ataque.

### Chegada em Trudeau 1731-1764

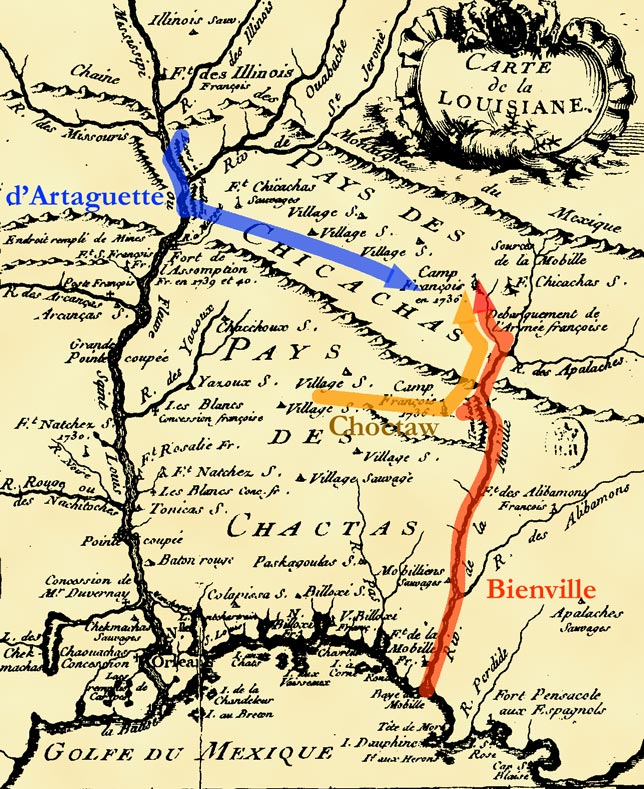
"Carte de la Louisiane" de Dumont de Montigny (1753). Localização do povo Tunica em 1736.

Após o ataque e o saque de sua aldeia em Angola, em 1731, os Tunica se mudaram para alguns quilômetros de distância, para o sítio Trudeau, na Paróquia de West Feliciana. Os Tunica continuaram a prosperar, praticando sua vocação de comerciantes e intermediários. Eles expandiram um negócio relativamente novo como comerciantes de cavalos. Por pelo menos uma década, os franceses passaram a depender dos Tunica para o fornecimento de animais valiosos:
O chefe nos recebeu com muita educação; ele estava vestido à moda francesa e parecia não se sentir incomodado com esse hábito. De todos os selvagens do Canadá (Nova França), não há nenhum que seja tão confiável para nossos comandantes quanto esse chefe. Ele ama nossa nação e não tem motivos para se arrepender dos serviços prestados. Ele negocia com os franceses, a quem fornece cavalos e aves, e entende muito bem seu ofício. Ele aprendeu conosco a acumular dinheiro e se considera muito rico.

 Padre Charlevoix descrevendo um encontro com Cahura-Joligo em 1721
Devido às despesas com o transporte de cavalos vindos da França, os franceses acharam mais barato comprá-los em La Louisiane dos Tunica. Eles adquiriram os cavalos por meio de uma rota de comércio nativa que teve sua origem na colônia espanhola do México. Os Tunica permaneceram nesse local até a década de 1760, quando os franceses cederam o controle aos espanhóis após a derrota francesa para os ingleses na Guerra dos Sete Anos.
A prova da prosperidade da tribo durante esses anos foi revelada na década de 1960, quando o sítio Trudeau foi descoberto e escavado. Grandes quantidades de produtos comerciais europeus, incluindo miçangas, porcelana, mosquetes, chaleiras e outros itens, bem como cerâmica produzida localmente no estilo da tribo Tunica, foram enterrados como bens de sepultamento no local. O que foi chamado de "Tesouro Trudeau" foi a maior quantidade de produtos comerciais europeus encontrados em qualquer sítio indígena americano desse período.
Os guerreiros da tribo e seus aliados atacaram uma flotilha britânica que subiu o Rio Mississippi vindo de Nova Orleans em 15 de março de 1764 em uma curva do rio em Davion's Bluff.

### Pointe Coupee 1764 até o início da década de 1790

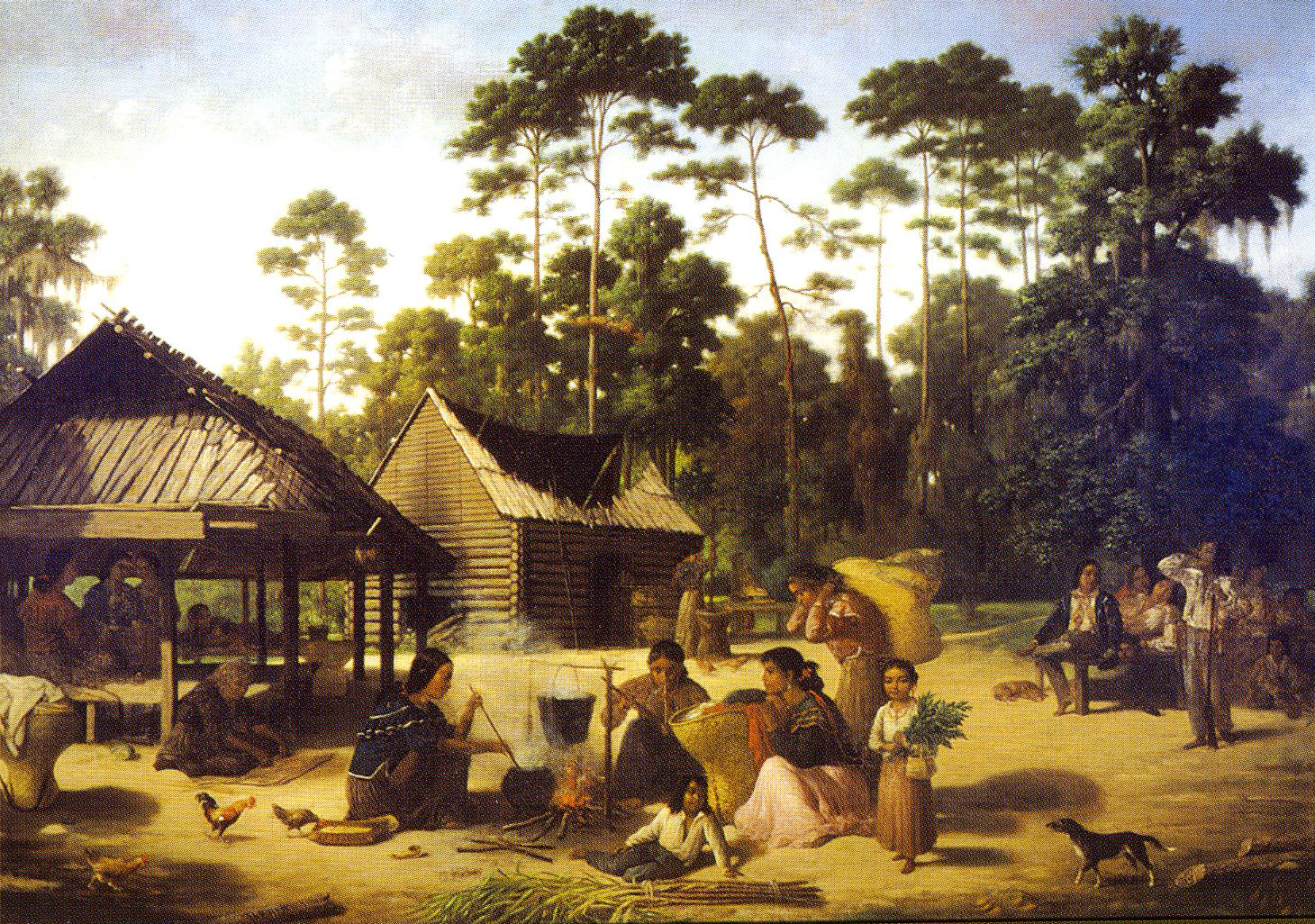
Aldeia Choctaw na Louisiana semelhante às aldeias Tunica da época (François Bernard, 1869).

Em 1764, os Tunica se mudaram 24 km para o sul do sítio Trudeau, para perto do assentamento francês em Pointe Coupée. (Devido ao deslocamento do Rio Mississippi, essa área sofreu erosão e o assentamento foi perdido). Outras tribos nativas também se estabeleceram na área, incluindo os Offagoula, Pascagoula e os Biloxi, que falavam Sioux. Essa última passou a ter um relacionamento de longo prazo com os Tunica. (Após anos de integração, em 1981 as tribos obtiveram o reconhecimento federal como a Nação Tunica-Biloxi da Louisiana).
Os Tunica começaram a depender mais da caça do que da agricultura para seu sustento e, muitas vezes, trabalhavam para os europeus como caçadores ou guias. No final do século XVIII, vários colonos anglo-americanos chegaram à região vindos do sudeste americano. Os Tunica haviam se acostumado aos costumes europeus, embora ainda se tatuassem e praticassem alguns de seus costumes religiosos nativos. Seu chefe principal durante esses anos foi Lattanash, com o ancião Brides les Boefs continuando como chefe de guerra. O Ofo, Perruquier, era o porta-voz de sua tribo. Nessa época, seu povo já havia se integrado em grande parte aos Tunica. Com os britânicos no comando da colônia da Flórida Ocidental britânica, a leste do Rio Mississippi, e os espanhóis no controle da Louisiana, era uma época politicamente volátil para a área.
Os dois grupos disputavam a lealdade dos Tunica, e os espanhóis geralmente venciam. Em 1779, o governador Galvez liderou uma tropa que incluía os Tunica e outras tribos para tomar a cidade de Baton Rouge, controlada pelos britânicos. Essa é a última campanha militar registrada em que os Tunica estão documentados.
Em algum momento no final da década de 1780 ou de 1790, os Tunica decidiram se mudar novamente, provavelmente devido ao grande fluxo de anglo-americanos. Eles se mudaram para o oeste, para um local no Rio Vermelho ocupado pelos Avoyels, onde posteriormente receberam terras dos espanhóis. Outras tribos também se estabeleceram na área, como os Ofo e os Biloxi. Em 1794, um imigrante judeu sefardita de Veneza, Itália, chamado Marco Litche (os franceses o registraram como Marc Eliche), estabeleceu um posto de comércio na área. O assentamento que ele fundou ficou conhecido como Marksville. Ele foi registrado nos mapas da Louisiana em 1809, depois que os Estados Unidos adquiriram o território por meio da Compra da Louisiana.

### Marksville até os dias atuais

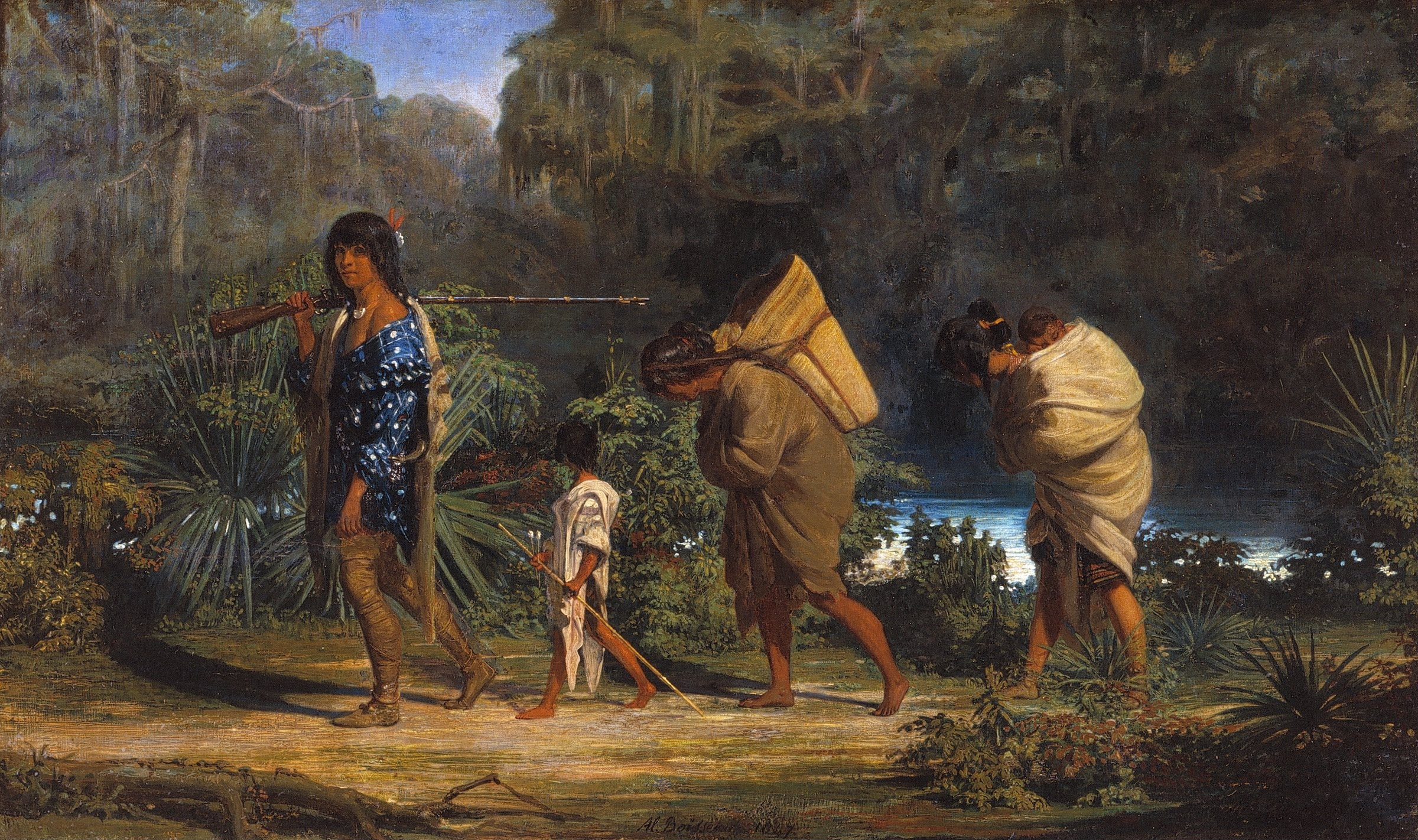
Índigenas da Louisiana caminhando ao longo de um Bayou (Alfred Boisseau, 1847).

Quando os Tunica se estabeleceram no local que se tornou Marksville, o Rio Vermelho ainda era uma importante via de comércio. No final do século XIX, as ferrovias ultrapassaram os rios como principal meio de transporte, e a área de Marksville se tornou um tranquilo remanso. Muitas tribos pequenas e pacíficas, como os Tunica, foram esquecidas. As tribos mais belicosas do oeste chamaram a atenção dos Estados Unidos, que se expandiram para seus territórios. A única menção do governo dos EUA sobre os Tunica, de 1803 a 1938, foi feita em 1806 por um comissário indígena da Louisiana, que observou que os Tunica contavam apenas com cerca de 25 homens, viviam na Paróquia de Avoyelles e ganhavam a vida ocasionalmente sendo contratados como barqueiros. Documentos do início do século XIX registram uma segunda aldeia Tunica com seu próprio chefe, localizada em Bayou Rouge, durante os primeiros anos dos Tunica na Paróquia de Avoyelles. Alguns Tunica se mudaram para o oeste, para o Texas e Oklahoma, onde foram integrados por outros grupos nativos.
Embora os Tunica prosperassem nessa época, os problemas com seus vizinhos brancos acabariam por cobrar seu preço. A Lei de Remoção dos Índios de 1830, assinada pelo presidente Andrew Jackson, forçou todas as principais tribos a leste do Rio Mississippi a serem removidas de suas terras e realocadas em reservas a oeste do rio, ou a deixarem suas tribos e aceitarem a cidadania americana. Isso resultou no evento conhecido como Trilha das Lágrimas para muitos dos nativos do sudeste, inclusive as Cinco Tribos Civilizadas. Embora os Tunica não tenham sido removidos para o novo Território Indígena, todos os nativos americanos estavam sob pressão. Em 1841, o chefe dos Tunica, Melancon, tentou arrancar postes de cerca erguidos nas terras dos Tunica por um americano que tentava roubar as terras da tribo. O homem, um líder local da "Patrulha Indígena", atirou na cabeça do chefe na frente de outros Tunica. Ele não foi processado pelas autoridades locais e conseguiu roubar as terras dos Tunica.
Após a morte do chefe, a tribo manteve a identidade do chefe seguinte em segredo por muitos anos para evitar ser notada pelos vizinhos. Os Tunica tornaram-se fazendeiros de subsistência, com atividades de caça e de pesca para se sustentar. Outros adotaram a parceria rural com seus vizinhos brancos. Os Tunica não estavam mais prosperando como antes, mas conseguiram sobreviver durante o século XIX. Na década de 1870, seu chefe, Volsin Chiki, ajudou a reunir a tribo. Ele também incentivou o renascimento de antigas cerimônias tribais, como a Festa do Milho.
No início do século XX, os Tunica continuaram a sobreviver. Eles conseguiram manter a posse da maior parte de suas terras, porque elas eram mantidas por toda a tribo. Alguns ainda falavam a língua Tunica, e suas cerimônias tribais eram praticadas. Gradualmente, os Tunica se fundiram com outros grupos locais (Ofo, Avoyel e Biloxi). Os Tunica-Biloxi finalmente obtiveram reconhecimento federal em 1981. Eles mantiveram seu governo tribal e a chefia existiu até meados da década de 1970.

## Tribo moderna
A moderna "Tribo Indígena Tunica-Biloxi" vive no Mississippi e no centro-leste da Louisiana. A tribo moderna é composta por Tunica, Biloxi (um povo de língua sioux da costa do Golfo), Ofo (também um povo sioux), Avoyel (um povo Natchez), Mississippi Choctaw (anteriormente de língua muskogean), ascendência europeia e africana. Muitos vivem na Reserva Indígena Tunica-Biloxi na região central da Paróquia de Avoyelles, ao sul da cidade de Marksville, Louisiana. Uma parte da cidade se estende até as terras da reserva. A reserva tem uma área de 1,682 quilômetros quadrados.
A tribo opera o primeiro cassino da Louisiana, o Paragon Casino Resort, inaugurado em Marksville em junho de 1994. A tribo opera o cassino para gerar receitas para os membros, bem como para usar parte de seus ganhos para outros desenvolvimentos econômicos. Ela também usou esses fundos para lutar pelos direitos dos nativos americanos. O Censo dos Estados Unidos de 2000 registra que 648 pessoas se identificaram como Tunica.
O governo tribal consiste em um conselho tribal eleito e um presidente tribal. Eles mantêm sua própria força policial, serviços de saúde, departamento de educação, autoridade habitacional e sistema judiciário. O presidente tribal desde 1978 foi Earl J. Barbry, Sr. O atual presidente do Conselho Tribal é Marshall Pierite.

### Tesouro Tunica
Na década de 1960, um caçador de tesouros chamado Leonard Charrier começou a procurar artefatos no sítio Trudeau, na Paróquia de West Feliciana, Louisiana. Os Tunica, que achavam que ele havia roubado suas heranças e profanado os túmulos de seus ancestrais, ficaram indignados. Na década de 1970, o local foi escavado por arqueólogos, que descobriram cerâmicas, produtos comerciais europeus e outros artefatos depositados como bens de sepultamento pelos Tunica de 1731 a 1764,  quando ocuparam o local.
Com a ajuda do Estado da Louisiana, a tribo entrou com uma ação judicial para obter a posse dos artefatos, que ficou conhecido como o "Tesouro Tunica". A situação levou uma década para ser resolvida nos tribunais, mas a decisão tornou-se um marco na história dos povos indígenas americanos. Ela ajudou a estabelecer as bases para uma nova legislação federal, a Proteção de Sepulturas de Nativos Americanos (‘’Native American Graves Protection’’) e a Lei de Repatriação (‘’Repatriation Act’’), aprovada em 1990. Como os artefatos já haviam sido separados dos túmulos originais, a tribo decidiu construir um museu para abrigá-los. Os membros da tribo foram treinados como restauradores para reparar os danos causados pelos séculos no subsolo e pelo armazenamento e manuseio durante a batalha judicial de dez anos.
Os Tunica projetaram o museu no formato dos antigos montes de plataforma de seu povo para abrigar o Tesouro. A estrutura de terra tomou o lugar simbólico do enterro original no subsolo. Posteriormente, esse prédio foi fechado e a coleção foi transferida para um novo prédio que abriga um salão de exposições do museu, um laboratório de conservação e restauração, instalações para a comunidade tribal e escritórios do governo tribal.

### Reconhecimento federal
A tribo começou a apresentar solicitações formais para ser reconhecida pelo governo federal na década de 1940, sob o comando do chefe Eli Barbry, que liderou um grupo até Washington, D.C. O reconhecimento federal daria à tribo o direito de se beneficiar dos programas sociais previstos na Lei de Reorganização Indígena de 1934. Uma sucessão de chefes, incluindo o chefe Horace Pierite Sr., trabalhou na tarefa. O Tesouro Tunica foi considerado como uma prova da continuidade histórica da tribo. Eles foram reconhecidos pelo governo dos Estados Unidos em 1981 como os indígenas Tunica-Biloxi da Louisiana. O nome formalmente reconhecido da tribo é Tribo Indígena Tunica-Biloxi da Louisiana.

## Língua Tunica

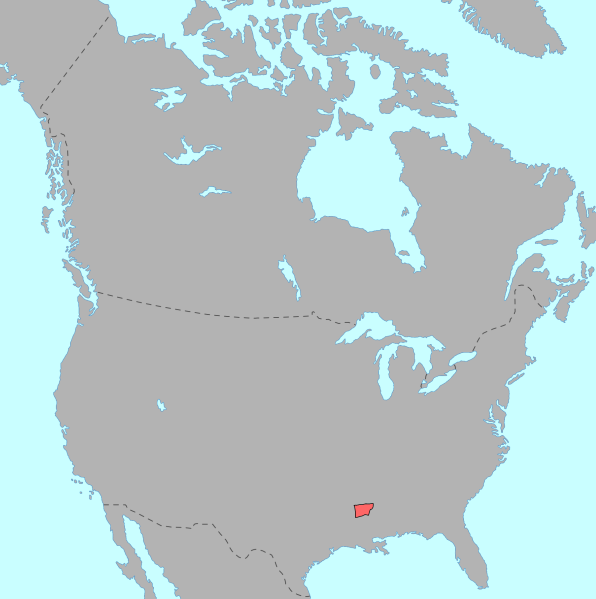
Língua Tunica.

A língua Tunica (ou Tonica, ou a forma menos comum Yuron) é uma língua isolada. O último falante nativo conhecido da língua Tunica, Sesostrie Youchigant, morreu em 1948. A linguista Mary Haas trabalhou com Youchigant na década de 1930 para descrever o que ele lembrava da língua, e a descrição foi publicada em A Grammar of the Tunica Language em 1941, seguida por Tunica Texts em 1950 e Tunica Dictionary em 1953. A tribo Tunica vivia perto das tribos Ofo e Avoyeles, mas a comunicação entre as três só era possível por meio do uso do Mobilian Jargon ou do francês. Atualmente, a maioria dos Tunica fala inglês, com alguns membros mais velhos falando francês como primeiro idioma. A língua Tunica é ensinada em aulas semanais, programas de imersão e em um acampamento de verão para jovens.